# 義川公主

义川公主（?—?），唐朝公主，是中国唐朝第九代皇帝唐德宗李适的女儿。她的生母不详，史书仅仅记载了她的封号义川公主，义川公主没到适婚年龄，就已经去世。顾况有《义川公主挽词》一首：弄玉吹箫后，湘灵鼓瑟时。月边丹桂落，风底白杨悲。杂佩分泉户，馀香出繐帷。夜台飞镜匣，偏共掩蛾眉。  